# تجربة سوبر كاميوكاندي

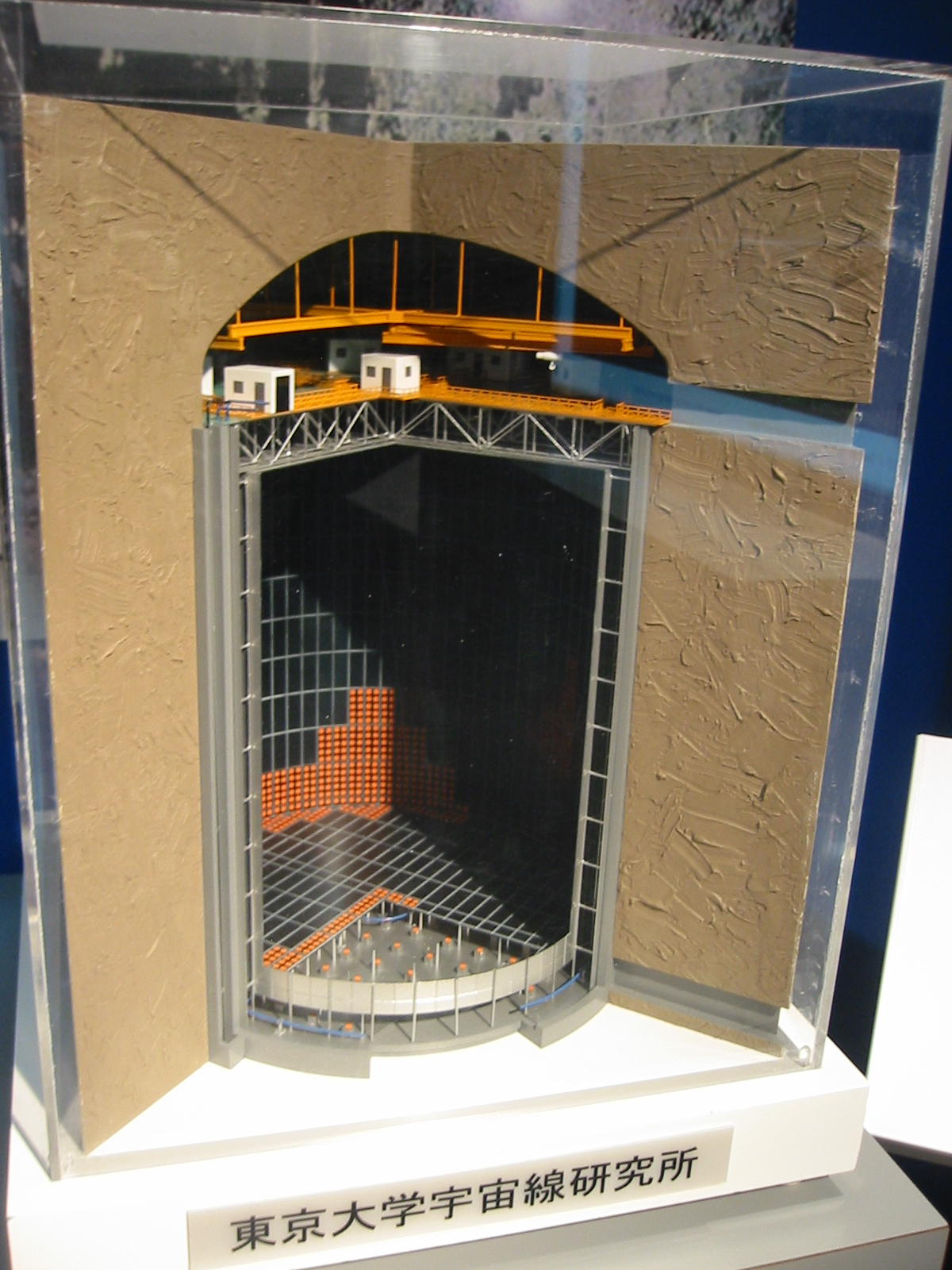

تجربة سوبر كاميوكاندي  في الفيزياء (بالإنجليزية: Super-Kamiokande)‏ أو الاسم بالكامل تجارب سوبر كاميوكا لتحلل النيوكلونات أو مرصد عداد النيوترينوات. وهي تجربة مبنية تحت الأرض في منجم كاميوكا باليابان بالقرب من مدينة هيدا. وبني هذا المرصد لأبحاث تشمل على متنها أبحاثا تخص تحلل البروتون وأبحاثا أخرى لدراسة النيوترينوات الشمسية والنيوترينوات الناشئة عقب المحيط الجوي الأرضي، بالإضافة إلى مراقبة أي مستعر أعظم تحدث مستوياته على مستوى المجرة.

## وصف التجربة
يقع مرصد سوبر كاميوكاندي نحو 1000 متر تحت الأرض في منجم كاميوكا قرب مدينة هيدا. وهو يتكون من خزان اسطواني كبير من الفولاذ يبلغ ارتفاعه 41 متر وقطره 39 متر ويحتوي على 50.000 طن من الماء النقي. وينقسم الحجم داخل الاسطوانة الفولاذية بواسطة اسطوانة داخلية من الفولاذ ارتفاعها 36 متر وقطرها 34 متر مكونا عدادا داخليا. ويشكل الحجم بين الأسطوانتين العداد الخارجي.
ومركب على الأسطوانة الكبيرة 11.146 من صمامات التضخيم الضوئي يبلغ قطر كل واحدة منها 20 سنتيمتر وهي موجهة للأسطوانة الداخلية، كما توجد 885 من صمامات التضخيم الضوئي يبلغ قطر كل منها 20 سنتيمتر وهي موجهة للأسطوانة الخارجية.
كما يوجد حاجز مثبت على الأسطوانة الكبيرة من التايفيك (وهو نوع شديد الصلابة من البوليثيلين أو البولي-إيثين) وحاجز للضوء أسود اللون يعزل الأسطوانة الكبيرة عن الأسطوانة الداخلية.
وعند تفاعل أحد النيوترينوات مع إلكترونات
أو أنوية ذرات الماء فقد تنشأ جسيمات سرعتها أسرع من سرعة الضوء في الفراغ. وهذا يسبب نشأة اشعاعات شيرنكوف وهي تكون محصورة في مخروط ضيق في اتجاه الجسيم السريع. وتسقط أشعة شيرنكوف على جدران العداد الكبير في هيئة حلقات حيث تسجل بواسطة صمامات التضخيم الضوئي. فبمعرفة أزمنة التسجيل ومعرفة الشحنات المسببة للإشعاع المسجلة بصمامات التضخيم الضوئي يمكن معرفة نوع التفاعل الحادث واتجاه النيوترينو المسبب للتفاعل.
ويمكن معرفة نوع الجسيم المصدر أو الباعث لأشعة شيرنكوف عن طريق قياس الحلقة الضوئية فتكون زاوية الحلقة الضوئية من أشعة شيرنكوف كبيرة نسبيا وتتسبب في انبعاث فيض من الموجات الكهرومغناطيسية (الضوئية) مكونة حلقات واسعة عريضة. أما الميونات ذات السرعات العالية القريبة من سرعة الضوء فهي تصدر اشعاعات شيرينكوف بزاوية حادة في اتجاه حركتها، وتعرف بضيق حلقاتها.

## تاريخ المرصد كاميوكا
بدأ بناء مرصد كاميوكا النفقي، وهو السابق لمرصد كاميوكا الحالي التابع لكلية ابحات الأشعة الكونية التابع لجامعة طوكيو في عام 1982 وانتهى بناؤه في أبريل 1983. وكان الغرض منه عام معرفة عما إذا كان البروتون يتحلل، وهي مسألة أساسية لفيزياء الجسيمات الأولية.
وكان عداد الجسيمات المسمى كاميوكاندي KamiokaNDE - وهو اختصار لتجربة كاميوكا لتحلل النيوكلينوات Kamioka Nucleon Decay Experiment - عبارة عن خزان ارتفاعه 16 متر ويبلغ عرضه 16 متر ويحتوي على 3000 طن من الماء النقي، وكان مزودا ب 1000 من صمامات التضخيم الضوئي متصلة بسطحه الداخلي.
ثم في عام 1985 أجريت تحسينات على العداد بغرض مشاهدة النيوترينوات الشمسية. وكانت النتيجة أن عداد كاميوكاندي KamiokaNDE-II)  II) أصبح حساسا بحيث سجل نيوترينوات صادرة من المستعر الأعظم 1987 أي (SN 1987A)، وهو مستعر أعظم شوهد في سحابة ماجلان الكبرى عام 1987، كما استطاع تسجيل وقياس النيوترينوات الشمسية عام 1988.
وكانت إمكانية تجربة كاميوكاندي على معرفة اتجاه الإلكترونات الناشئة عن تفاعله مع النيوترينوات الشمسية، فقد اعطت الفيزيائيين لأول مره فرصة المشاهدة المباشرة بأن الشمس تصدر نيوترينوات.
ورغم النجاح في مجال مشاهدة النيوترينوات الفلكية وفيزياؤء النيوترينو الفلكية فلم تستطع تجربة كاميوكاندي حل مسألتها العلمية الأساسية وهي مشاهدة تحلل البروتون.
وكان من اللازم رفع حساسية العداد من أجل الحصول على نتائج موثوق فيه وإحصائيات أدق.
لذلك قام الفيزيائيون ببناء تجربة السوبر كاميوكاندي، وهي تحتوي على كمية من الماء أكبر 15 مرة وعلى عدد من صمامات التضخيم الضوئي أتبلغ 10 أضعاف تجربة كاميوكاندي السابقة. وقد بدأ سوبر كاميوكاندي العمل عام 1996.

## النتائج المحصل عليها إزاء هاته التجربة
أعلن الفيزيائيون العاملون في مرصد سوبر كاميوناندي لأول مرة ظواهر تذبذب النيوترينو في عام 1998.
وقد كانت هذه هي أول تجربة تتفق مع النظرية في أن النيوترينو له كتلة أكبر من الصفر، وهو الافتراض الذي نادى به بعض النظريون قبلها بسنوات.
علاوة على ذلك فقد استطاعت تجربة سوبر كاميوكاندي بحساسية عدادها العالية تسجيل نيوترينوات صادرة من مستعر أعظم 1987 أي SN 1987A، وهو مستعر أعظم شوهد في سحابة ماجلان الكبرى عام 1987، كما استطاع تسجيل وقياس النيوترينوات الشمسية عام 1988.

## اقرأ أيضا
- مشكلة نيوترينو الشمس
- عداد نيوترينو
- مشروع دوماند
- تجربة مكعب الثلج
- مطياف ألفا المغناطيسي
- تجربة أطلس
- مكشاف مصادم فيرميلاب
- عداد شبه الموصلات
- عداد جسيمات
- عداد شيرينكوف
- إشعاع مؤين
- إشعاع شيرنكوف
- مصفوف عدادات الميون والنيوترينو بالقطب الجنوبي
- إشعاع بيتا المزدوج عديم النيوترينو
- حجرة إسقاط الزمن